# 邓刚 (作家)
邓刚（1945年—），原名马全理，男，山东牟平人，中国作家，曾任中国作家协会理事，辽宁省作家协会副主席。